# 縣君
縣君，為中國古代宗女、命婦的位號。
縣君一號始於西漢，是指以縣名為封號的君，時漢武帝封同母異父姊金氏為君，封號是修成，稱修成君，修成是當時的縣名，是謂縣君。
- 唐朝時期，縣君是正五品的品秩，三品或四品的內命婦之母可封為縣君，而五品文武官之母亦封縣君。
- 宋朝封官員之母或正室封為縣君。北宋后宫中，是等级较低的妃嫔封号。
- 金朝時，官位在四品文散官少中大夫、武散官懷遠大將軍以上之官員，其母或正室封縣君。
- 元朝正、從五品官之母或正室封為縣君。
- 明朝，輔國將軍之女稱縣君。
- 清朝時期，貝子之女封為縣君。